# مقاطعة دالاس (ألاباما)
مقاطعة دالاس (بالإنجليزية: Dallas County, Alabama)‏ هي إحدى مقاطعات ولاية ألاباما في الولايات المتحدة. تأسست سنة 1818، بلغ عدد سكانها 43820 نسمة في عام 2010 حسب إحصاء مكتب تعداد الولايات المتحدة وتصل الكثافة السكانية فيها 17.2 نسمة/كم2.

## وصلات خارجية
- www.dallascounty-al.org/